# Corìma
Corìma è una società italiana produttrice di programmi televisivi creata da Marina Donato, vedova di Corrado, e da Massimiliano Lancellotti. Nata nel 2007 la società è impegnata nella realizzazione di programmi di intrattenimento, varietà, game show e talk show per i principali network televisivi italiani. Dal 2015 si occupa anche di Casting e Pubblico TV.

## Storia
Corìma è l'acronimo usato inizialmente dai fratelli Corrado, conduttore e autore radiotelevisivo, e Riccardo Mantoni (regista radiofonico e autore radiofonico e televisivo). Corrado, non appena raggiunse la popolarità, usò lo pseudonimo esclusivamente come identificativo personale suo, mentre Riccardo firmava i programmi col cognome Mantoni.
La Corrida, la trasmissione inventata dagli stessi fratelli Mantoni, è prodotta da questa società.
Dall'8 settembre 2008 il programma Forum è prodotto, insieme a RTI, da Corìma.
Nel 2008 Marina Donato, insieme al suo socio Massimiliano Lancellotti, acquisì i diritti della trasmissione Rai Portobello (condotta in passato da Enzo Tortora). Nel 2018 cede per un periodo i diritti del programma alla società Magnolia per produrre il programma su Rai 1, come aveva già fatto per la nuova edizione de La Corrida.

## Lista di programmi Corìma
- Il pranzo è servito (1982-1993, 2021; Canale 5, Rete 4 e Rai 1)
- La Corrida - Dilettanti allo sbaraglio (1986-2011, 2018-2020, dal 2024; Canale 5, Rai 1 e Nove)
- Sì o no (1993-1994, Canale 5)
- Tira & Molla (1996-1998, Canale 5)
- Il gatto e la volpe (1997, Canale 5)
- Forum (dal 2008, Canale 5 e Rete 4)
- Portobello (2018, Rai 1)